# 李有棻
李有棻（1842年—1907年），字芗垣，江西萍乡人。清同治十二年拔贡，官内阁中书，充任玉碟馆（修纂皇族族谱的专门机构）誊录，四年后分发湖南候补知府。候补期间，管理过督审局，提调过厘金局，才试署（代理）沅州知府。接着调湖北襄阳知府，在赴任途中改任安陆知府，接着升武昌知府，在任八年，以后逐级上升。先后做过广东高廉钦兵备道，陕西按察使、布政使（兼署陕甘转运及制造事宜），护理陕西巡抚，江西团练大臣，江宁布政使，护理两江总督兼署南洋通商大臣及两淮盐政，最后做江西铁路大臣。
李有棻在武昌知府期间，平时在府署前置一木柜，鼓励士民投书其中，揭发奸宄，议论政事，自己及时斟酌施行。他还命其属下不要骚扰百姓，下乡抽查保甲，随官所至一马前告示。其文曰：“抽查保甲，慎选贤员。不贪民饭，不费民钱。左右随从，严肃无权。轻骑驰往，悬示马前。清操自励，谕尔乡贤”。他在武昌府八年，所属官吏变得廉洁了，士子变得好学了，人民得到了养育和保护，商旅讴歌其能体恤艰难，众口一词，呼之为“李青天”。李有棻任陕西布政使时，在陕创办了《秦中书局汇报》（1897），这是陕西第一次出版的书册式官办报纸,以政论为主,宣扬“三条大路走中间”(即保皇、洋务和改良三派)的洋务派观点。在任江宁布政使期间，创办了“两江师范学堂”（今南京大学），光绪二十九年二月初四的《申报》在《兴学先声》的报道中云：“此间创设三江师范学堂，去年冬即经署两江总督张香涛宫保饬江宁藩司李芗垣方伯，勘定城北昭忠祠隔河地亩，拨款购买，择日兴工”。1903年2月初六，两江师范学堂正式开学，张之洞本拟 “亲临贡院考试”，后因要事难以分身，请江宁藩台李有棻代为主考。1903年底，因在购置日本长江浅水炮舰问题上主张国造与张之洞发生分歧而解官回乡。
1904年10月（光绪三十年九月），由江西京官李盛铎等111人联名上书朝廷，请准允于省城南昌设江西铁路公司，召集商股创办全省铁路，以“自保利权，杜绝列强凯觎”。推举在籍头品顶戴前江宁布政使李有棻为江西铁路公司总办。1905年（光绪三十一年）设总局于省城南昌，名为“江西省铁路总公司”，总办为李有棻，陈三立为副理，并拟订《江西全省铁路开办简明章程》。计划全省修建南北干线一条，从九江至南昌为第一段，其次由南昌达吉安为第二段，再由吉安达赣南接广东铁路为第三段；拟修支线三条，由省城一经广信（上饶）至总指挥江边界，一经抚州至福建边界，一达萍乡以接萍醴铁路，名曰“江西三支路”。1907年8月赴九江视工南浔铁路途中，在鄱阳湖遇难，朝廷赐祭葬并特赠太子少保衔，俗称宫保。
李有棻有《武昌保甲事宜摘要》五卷（1887，武昌府署）、《桑麻水利族学汇存》四卷（1887， 武昌府署）、《湖南厘务汇纂》（1889，但湘良增补），《續通商條約章程成案彙編》八卷（1899，秦中书局）等著作留世。
李有棻夫人俞镜秋（陈三立夫人俞明诗之堂姐）有《倚香阁诗钞》（1905），其女长李襄蘅有《梦馀吟草》，次女李沅芷有《淑芳轩诗词合钞》，三女李慧仙有《养云楼轶诗》等诗集，李有棻后人将俞镜秋母女四人诗合集为《李氏闺媛诗钞》（1947）留世；李有棻有四子，长子李豫，花翎四品衔，翰林院编修，国史馆协修。次子李复，太学生，陕西留坝厅直隶州知州。三子李颐，光绪丁酉科选拔贡生，官内阁中书。四子李丰，光绪甲午科举人，户部郎中。
李有棻兄弟六人皆为花翎四品以上衔。胞兄李有棠，花翎二品衔，清末历史学家，著有《怡轩杂著》、《历代帝王正闰统总纂》、《辽史纪事本末》、《金史纪事本末》等。李有棻胞弟李有槼，花翎三品道员，历办两淮运河堤工、金陵厘捐兼木厘局、军械善后局、江宁工艺局。二弟李有榘，举人，山西太谷县令、乡宁县令，安徽黟县县令，花翎四品衔。三弟李有荣，户部湖广司主事，花翎四品衔。四弟李有桇，江苏候补知州，花翎四品衔。